# Roi Dadidou
 (février 2019).
Si vous disposez d'ouvrages ou d'articles de référence ou si vous connaissez des sites web de qualité traitant du thème abordé ici, merci de compléter l'article en donnant les références utiles à sa vérifiabilité et en les liant à la section « Notes et références ».
Le Roi Dadidou (en japonais "grand Roi Dedede" (デデデ大王, Dedede daiō), en anglais, King Dedede) est un personnage de jeu vidéo apparaissant dans la série Kirby.

## L'histoire du Roi Dadidou
Le Roi Dadidou est un personnage principal de l'univers de Kirby. Il s'est proclamé roi de Dreamland et essaie de prouver au monde sa légitimité, mais il n'est pas vraiment pris au sérieux. Il possède une armée de monstres dont la plupart sont des Waddle Dee et des Waddle Doo. Il vit sur une très grande montagne qu'il a appelé le Mont Dadidou, pour prouver sa grandeur. Il se promène toujours avec son maillet fétiche, qu'il manie avec aisance et force. Tout comme Kirby, il peut voler et aspirer ses ennemis. Dadidou porte un bonnet orné et un épais manteau rouge, des moufles orange, et un kimono beige avec un ruban avec des motifs rouges triangulaires (il est important de noter que le style vestimentaire du Roi Dadidou n'est pas fixe). Il est assez enrobé (quoique cela varie d'un jeu à l'autre) et ressemble à un manchot, mais son espèce n'a jamais été réellement confirmée officiellement, on peut supposer que c'est une espèce fictive comme la plupart des personnages du jeu (cela dit, la jaquette américaine de Kirby 64 le définit comme étant un aigle).
Le roi était installé à Dreamland bien avant que Kirby n'arrive. Un jour, il abusa de son pouvoir et déroba toute la nourriture de Dreamland. Une créature venue de nulle part vint alors les aider. Ce fut le premier rôle de Kirby dans le jeu Kirby's Dream Land. Dadidou se montre comme un personnage avec un bon fond, et pas réellement mauvais, mais assez égoïste, mégalomane, et orgueilleux (dans les premiers opus, dumoins).
Quelque temps plus tard, le pays fut plongé dans une étrange malédiction : plus personne n'était capable de rêver. Dadidou était encore responsable des faits, car il se trouvait à la Fontaine des Rêves, et avait séparé le Bâton Étoile, source des rêves des habitants, en plusieurs morceaux pour les donner à ses sbires. Cependant, après avoir battu le roi Dadidou, Kirby comprit que ce dernier n'avait eu aucune intention malfaisante et l'avait fait pour protéger le Bâton Étoile du maléfique Nightmare. Depuis Kirby a une entière confiance en Dadidou et le considère même comme son ami. (Voir Kirby's Adventure ou Kirby: Nightmare in Dream Land).
Bien qu'il ait basculé du bon côté, on le retrouve de nouveau dans le rôle du boss des jeux suivants. Mais ce n'est dû qu'au fait qu'il se retrouve possédé par Dark Matter; autrement, il ne voudrait pas se battre contre son compagnon. 
Dadidou a réussi à s'intégrer parmi les habitants, mais il nourrit en secret une rancune envers les autres due à sa première défaite. C'est pourquoi il ne refuse jamais d'affrontement amical à Kirby. Il viendra en aide à Kirby, après s'être fait libérer de l'emprise d'un Dark Matter dans Kirby 64 : The Crystal Shards, le Roi Dadidou est jouable dans certains niveaux.
Il apparaît dans Super Smash Bros. Brawl en tant que personnage jouable. Il joue un rôle majeur dans le mode "Émissaire Subspatial", où son nouveau côté gentil est mis en avant. En effet, même si on croit au début qu'il collabore avec l'Armée Subspatiale, il est en fait un agent double. Effrayé par le danger que représente l'invasion de l'Armée Subspatiale et de son maléfique chef Tabbou, il met au point un badge minuterie qui permet de ramener à la vie les combattants transformés en trophée. C'est d'ailleurs lui, aidé de Ness, de Luigi et de Kirby (à qui il fait un gros câlin lorsqu'il le voit), qui mène la contre-attaque contre Tabbou en réanimant tous les combattants.

## Le Roi Dadidou dans la série animée
Dadidou apparaît dans la série Kirby: Right Back at Ya! en tant que roi de Dream Land. Il est très souvent accompagné de son serviteur Escargoon (qu'il brutalise souvent), son capitaine Waddle Doo commande les Waddle Dees aussi bien pour la cuisine que les charges armées. Dans la série, Dadidou a une personnalité différente de celle présentée précédemment. Il est en effet un des clients de la Nightmare Corporation, société spécialisée dans le téléchargement de monstres que Dadidou utilise pour battre, en vain, Kirby. Il est très endetté envers cette société et refuse de payer tant que Kirby subsiste. Mais il sera contraint de payer dans l'épisode 12 sous la peur infligée par un fantôme de la société. Ce n'est qu'à partir de l'épisode 93 que Dadidou se lie d'amitié avec Kirby et donc il ne veut plus l'anéantir (ou le tuer). Dans l'épisode 96, Nightmare découvre que l'étoile Warp de Kirby était sa source d'énergie et veut s'en emparer et contre la volonté du roi Dadidou fait apparaître des monstres essayant de dérober l'étoile Warp. 

## Personnage jouable
- Kirby 64 : The Crystal Shards
- Kirby Air Ride
- Super Smash Bros. Brawl
- Kirby's Adventure Wii
- Kirby Triple Deluxe
- Super Smash Bros. for Nintendo 3DS / for Wii U
- Kirby Star Allies
- Super Smash Bros. Ultimate